# الیوت گراندین
الیوت گراندین (انگلیسی: Elliot Grandin؛ زادهٔ ۱۷ اکتبر ۱۹۸۷) بازیکن فوتبال اهل فرانسه است.
از باشگاه‌هایی که در آن بازی کرده‌است می‌توان به باشگاه فوتبال کریستال پالاس، باشگاه فوتبال المپیک مارسی، باشگاه فوتبال آسترا جورجو، باشگاه فوتبال کان، باشگاه فوتبال بلکپول، باشگاه فوتبال زسکا صوفیه، باشگاه فوتبال نیس، و باشگاه فوتبال شروزبری تاون اشاره کرد.
وی همچنین در تیم ملی فوتبال زیر ۲۱ سال فرانسه بازی کرده‌است.